# Sava Antić
Sava Antić, född 1 mars 1930 i Belgrad, död 26 juli 1998 i Belgrad, var en jugoslavisk fotbollsspelare.
Han blev olympisk silvermedaljör i fotboll vid sommarspelen 1956 i Melbourne.